# Union sportive de Forbach
Maillots
Dernière mise à jour : 29 juillet 2025.
L’Union sportive de Forbach Football,  couramment abrégé en US Forbach est un club de football français fondé le 23 avril 1919 et situé à Forbach en Moselle. Le club évolue depuis la saison 2017-2018 en Régional 1, le sixième échelon du football français.
Fondé en 1909 sous le nom de « Sport-Club Forbach » à la suite d'une fusion entre trois clubs lors de la période Elsaß-Lothringen, le club prend son nom actuel le 23 avril 1919 en optant cette date de fondation dans le futur, à la suite de son passé sous l'Empire allemand durant la Première Guerre mondiale.
Rapidement vainqueur de la Coupe de Lorraine en 1923 ainsi que de deux championnats de Lorraine en 1934 et 1955, le club devient professionnel à partir de 1957 jusqu'en 1966 en disputant un total de neuf saisons en Division Interrégionale (la Ligue 2 de nos jours), devenant ainsi le deuxième club mosellan avec le plus de saisons dans le football professionnel derrière le club phare de la région, le FC Metz. Le club atteint les 8es de finale de la Coupe de France en 1960 face à l'AS Monaco FC et devient, en 1964, l'unique club lorrain à atteindre la finale de la Coupe Charles Drago, face au FC Sochaux-Montbéliard.
Malgré sa descente en amateur après 1966, l'US Forbach devient rapidement l'un des plus grands clubs de Moselle et de Lorraine en matière de palmarès avec un total de cinq championnats de Lorraine ainsi que de trois Coupes de Lorraine. Le club évolue régulièrement dans les championnats semi-professionnels entre 1978 et 2017.
Depuis le 21 février 2022, l'US Forbach est présidé par Dany Barra.

## Historique

### Fondation et premiers titres (1909-1957)
À l'époque du Reichsland Alsace-Lorraine, le Sport-Club Forbach est fondé le en 1909 par la fusion de trois clubs : le FC Phönix, le FC Triumph et le FC Hansa. Comme de nombreux clubs mosellans à cette époque, le SC Forbach dispute ses rencontres officielles de football avec la fédération allemande, au sein de l'Empire allemand. À la fin de la Première Guerre mondiale, le club change de nom et opte pour l'« Union sportive Forbach » dès le 23 avril 1919.
Les premières rencontres se disputent dans la cour du quartier « Bellevue » et ensuite près de la route de Schoeneck. En 1921, le club se retrouve sans terrain ; les Chemins de Fer reprennent les terrains pour leurs besoins. La ville de Forbach laisse alors plusieurs parcelles du parc de Schlossberg avec un bail de 99 ans et un loyer symbolique pour l'US Forbach. Le 30 septembre 1923, le Stade du Schlossberg est officiellement inauguré, le club accueille pour l'occasion le RC France devant plus de 3 000 spectateurs. Les frais de construction de ce stade s’élèvent à 376 000 Francs ; cette somme est définitivement remboursé en 1939.
En 1923, l'US Forbach remporte le premier trophée de son histoire, la Coupe de Lorraine face à l'AS Remiremont à Hayange sur le score de 2-0. Onze ans plus tard, Forbach obtient son premier titre de champion de Lorraine.
En 1931, le club atteint la finale de la Coupe de Lorraine pour la deuxième fois de son histoire mais s'incline face à l'UL Moyeuvre sur le score de deux buts à un à Hayange. Par la suite, entre 1946 et 1955, l'US Forbach s'incline en finale trois face à l'ES Piennes, à l'équipe réserve du FC Metz et enfin face à l'ASJA Sainte-Fontaine.

### Le professionnalisme (1957-1966)
En 1957, sous l'impulsion de son directeur sportif Jean Gauche, le club est admis parmi les clubs professionnels. En 1957-1958, l'US Forbach signe six victoires consécutives lors de ses débuts en Division 2. Après cette première saison, le club manquera l'accession en Division 1 d'un point seulement, derrière le RC Strasbourg. C'est lors de cette saison que l'US Forbach atteindra la meilleure affluence de son histoire sur un match au Stade du Schlossberg face au Stade rennais UC devant 9 753 spectateurs. La saison suivante, Forbach atteint pour la première fois de son histoire les 16es de finale de la Coupe de France face au RC Paris.
En Coupe de France, l'USF signe sa meilleure performance le 6 mars 1960 en disputant les huitièmes de finale. Au Parc Lescure de Bordeaux, l'AS Monaco FC, futur vainqueur de l'épreuve, élimine alors Forbach (3-2) après prolongation, après avoir égalisé dans les arrêts de jeu. Lors de l'édition 1960-1961, Forbach atteint pour la troisième fois de son histoire les 16es de finale de la Coupe de France mais s'incline face aux normands du SM Caen. En 1962-1963, le club butte face au FC Sochaux-Montbéliard en 32e de finale.
Durant cette époque en Division 2, l'US Forbach rencontre régulièrement son voisin du FC Metz, ce qui constitue le premier et dernier "derby mosellan" au niveau national de l'histoire du football français.
En 1964, le Stade du Schlossberg est doté d'une toute nouvelle tribune accueillant des vestiaires, des sanitaires, une infirmerie et un bar. Cette même année, l'US Forbach réalise la plus grande performance de l'histoire du club en atteignant la finale de la Coupe Charles Drago. Éliminé par l'Olympique lyonnais lors des 16es de finale de la Coupe de France, Forbach élimine successivement le rival mosellan du FC Metz au second tour, l'AS Saint-Étienne, alors champion de France de Division 1 cette saison-là au troisième tour, l'Angers SCO au quatrième tour, le FC Rouen, alors club habitué du haut de tableau de Division 1 au tour suivant ainsi que le RC Lens, pensionnaire de Division 1 lui aussi en demi-finale sur le score de 2-1.
En finale, Forbach affronte le FC Sochaux-Montbéliard, autre pensionnaire de Division 2 comme le club mosellan mais qui lui, terminera champion tandis que l'US Forbach se maintient après une triste 17e place à la suite de l'abandon du statut professionnel de deux clubs ; le Havre AC et le FC Nancy. Sochaux domine l'entièreté du match et s'impose finalement 4-0 face aux mosellans. À ce jour[Quand ?], l'US Forbach reste l'unique club lorrain à avoir atteint la finale de cette compétition.
Lors de l'édition 1964-1965 de la Coupe de France, l'US Forbach atteint les 32es de finale, se faisant éliminé par le RC Strasbourg.
Après ces débuts en fanfare, Forbach ne tiendra qu'un rôle très modeste dans l'antichambre de l'élite. À noter le match du 23 avril 1965 au Stade Vélodrome à Marseille, lorsque l'Olympique de Marseille battit son plus bas record d'affluence avec 434 spectateurs assistant au match contre l'US Forbach. En 1966, après neuf ans à ce niveau, la moyenne de spectateurs devient famélique (1 699 spectateurs en 1965-1966 contre 4 614 en 1957-1958) et le club est contraint de renoncer à son statut professionnel.
Lors de cette dernière saison en deuxième division, Forbach atteint les 16es de finale de la Coupe de France face au FC Nantes, alors en Division 1, se faisant éliminé sur le score de 7-3.

### Retour dans l'anonymat (1967-1977)
À la suite de l'abandon de son statut professionnel, l'US Forbach rejoint le championnat de CFA lors de la saison 1966-1967 où il termine à une triste 8e place. Durant cinq saisons, Forbach se maintient en CFA avant de descendre pour la première fois depuis quinze ans en Division d'Honneur.
Malgré une 12e place en 1973-1974, Forbach se bat régulièrement pour le titre de champion de Lorraine en terminant 2e lors de trois saisons.

### Le maintien dans les divisions nationaux (1978-2005)
Lors de la saison 1977-1978, l'US Forbach obtient son deuxième titre de champion de Lorraine de son histoire et accède par la même occasion à la Division 3 pour la saison suivante. Malgré un maintien difficile lors de la première saison, Forbach s'écroule lors de la saison 1979-1980 en terminant 16e avec seulement 12 points (et deux victoires) et descend donc en Division 4.
Le club remonte en Division 3 à l'issue de la saison 1984-1985 en terminant 2e du championnat derrière l'ASPTT Metz, à seulement un point de ce dernier.
Lors de la saison 1992-1993 en Coupe de France, l'US Forbach réalise l'exploit de sortir l'AS Nancy-Lorraine, alors club de Division 2 lors d'un 32e de finale. Devant 4 000 spectateurs, Jean-Marc Scattareggia inscrit l'unique but de la rencontre sur penalty et permet aux Forbachois de s'imposer face au club meurthe-et-mosellan. L'US Forbach sortira au tour suivant face au FC Mulhouse SA, ce dernier étant lui aussi en Division 2. Lors de l'édition suivante, Forbach retrouve une nouvelle fois les 32es de finale, mais s'incline face au CS Sedan-Ardennes sur le plus petit des scores face aux ardennais.
Lors de la saison 1994-1995, l'US Forbach brille en championnat, en Coupe de France ainsi que sur le plan régional. Le club termine 2e de National 3 et accède au National 2 et réalise un 32e de finale de Coupe de France face aux FC Girondins de Bordeaux de Zinédine Zidane devant 7 000 spectateurs (défaite 2-4 des mosellans). Forbach obtient sa troisième Coupe de Lorraine en s'imposant face au SG Marienau (7-2 scores cumulés).
En 1997, Marcel Da Soler est nommé officiellement président du club et remplace le président légendaire de l'US Forbach en poste depuis 1969, Gilbert Filler.
Par la suite, le club réalise régulièrement "l'ascenseur" en vacillant entre le CFA et le CFA 2.
En Coupe de France, l'US Forbach se fait remarquer lors de la saison 2002-2003 en accédant aux 32es de finale de la compétition, croisant le chemin du RC Lens, alors en Ligue 1 et s'inclinant seulement sur le score de 3-2 au Stade du Schlossberg.

### L'ascenseur (2006-2017)
Après une saison catastrophique en CFA 2 lors de l'exercice 2005-2006, l'US Forbach est relégué en Division d'Honneur pour la première fois depuis 28 ans. Pourtant, cette saison-là, Forbach atteint les 32es de finale de la Coupe de France face au Dijon FCO, alors en Ligue 2, se faisant éliminé sur le score de 2-1 après un match solide des mosellans.
Possédant passé glorieux et gardant un noyau de joueurs intéressant, Forbach joue la montée pour le CFA 2 et termine champion de Lorraine pour la quatrième fois de son histoire en 2010. Lors de l'édition 2010-2011 de la Coupe de France, l'US Forbach atteint les 32es de finale de la compétition et affronte le Lille OSC de Eden Hazard, futur champion de France de Ligue 1 et de la Coupe de France cette saison-là, s'inclinant logiquement sur le score de 3-1 au Stade du Schlossberg.
Le club se maintient durant deux saisons avant de se voir relégué une nouvelle fois à l'issue de la saison 2012-2013.
Lors de la saison suivante, Forbach réalise une remontée immédiate en remportant pour la cinquième fois de son histoire le titre de champion de Lorraine. En juillet 2015, l'US Forbach annonce la présidence de Pascal Kirchstetter qui remplace Marcel Da Soler, qui a occupé ce poste depuis 1997. Le club ne se maintient que durant deux saisons en CFA 2 avant de se voir définitivement relégué à l'issue de la saison 2016-2017.
Le 10 juin 2017, la mairie de Forbach officialise la fin des travaux de réhabilitation du Stade du Schlossberg pour un montant total de 1 396 000 €.

### Le haut de tableau en Régional 1 (depuis 2018)
Depuis la saison 2017-2018, l'US Forbach joue systématiquement le haut de tableau pour la montée en National 3 (excepté lors de la saison 2021-2022 où le club termine à la 7e place de Régional 1).
Le 21 février 2022, Dany Barra est officiellement nommé président du club, remplaçant Pascal Kirchstetter, ce dernier étant président de l'US Forbach depuis 2015. L'ambition affiché par le nouveau président est de retrouver, à moyen terme, le championnat de National 3.
Auteur d'un excellent début de saison en championnat en 2024-2025, l'US Forbach est sacré champion d'automne à la suite de sa victoire deux buts à un face aux alsaciens de l'US Oberlauterbach. Après une victoire trois buts à un face au FCSR Haguenau, le club mosellan est officiellement champion de sa poule. Au terme des barrages face à l’ES Villerupt-Thil et le FC Mulhouse, l’US Forbach s’incline et reste en Régional 1 pour la saison 2025-2026, malgré son titre de champion,.

## Résultats sportifs

### Palmarès
L'US Forbach a remporté cinq titres de champion de Lorraine, trois Coupes de Lorraine.
Sur le plan national, Forbach ne possède aucun titre, mais termine 2e du championnat de Division 4 lors de la saison 1984-1985 ainsi que lors de la saison 1986-1987. Le club termine aussi 2e en National 3 lors de la saison 1994-1995 et 2e de CFA 2 en 2003-2004. Par ailleurs, l'US Forbach réalise l'exploit de se rendre en finale de la Coupe Charles Drago en 1964 face au FC Sochaux-Montbéliard ; il est le seul club lorrain à avoir atteint la finale de cette compétition.
Le tableau suivant récapitule les performances de l'US Forbach dans les différentes compétitions officielles françaises.
| Compétitions nationales | Compétitions régionales |
| --- | --- |
| - Championnat de France D2 (Division 2) - Meilleure performance : 6e en 1958 - Coupe Charles Drago - Finaliste en 1964 - Coupe de France - Meilleure performance : 8e de finale en 1960 | - Championnat de Lorraine (Division d'Honneur) (5) - Champion : 1934, 1955, 1978, 2010 et 2014 - Championnat du Grand Est (Régional 1) - Vainqueur de groupe : 2025 - Coupe de Lorraine (3) - Vainqueur : 1923, 1967 et 1995 |

### Bilan sportif
| Championnat                         | Saisons | Titres | J   | G   | N  | P   | Bp  | Bc  | Diff |
| ----------------------------------- | ------- | ------ | --- | --- | -- | --- | --- | --- | ---- |
| Division Interrégionale (1933-1970) | 9       | 0      | 326 | 96  | 85 | 145 | 402 | 516 | -114 |
| Division 3 (1971-1993)              | 6       | 0      | 172 | 35  | 46 | 90  | 152 | 276 | -124 |
| Division 4 (1978-1993)              | 10      | 0      | 260 | 112 | 79 | 69  | 355 | 264 | 91   |
| CFA (1998-2017)                     | 6       | 0      | 204 | 56  | 44 | 104 | 205 | 332 | -127 |
| CFA 2 (1998-2017)                   | 13      | 0      | 364 | 122 | 93 | 149 | 464 | 535 | -71  |
| Division Nationale (1935-1971)      | 4       | 0      | 104 | 43  | 23 | 38  | 143 | 134 | 9    |

### Les meilleures performances
En deuxième division, le meilleur classement de l'US Forbach dans l'histoire de la compétition date de la saison 1957-1958, où le club termine à la 6e place du championnat, à seulement 1 point de la montée en première division.
En Coupe de France, Forbach obtient sa meilleure performance dans la compétition lors de l'exercice 1959-1960 avec un 8e de finale face à l'AS Monaco FC, alors pensionnaire de Division 1. Au cours de son histoire, le club jouera aussi six fois un 16e de finale et treize fois un 32e de finale.

#### Tableau des phases finales de Forbach en Coupe de France
| Édition   | Div. | Tour          | Dernier adversaire       | Lieu | Score     |
| --------- | ---- | ------------- | ------------------------ | ---- | --------- |
| 1958-1959 | 2    | 16e de finale | RC Paris                 | N    | 6–2       |
| 1959-1960 | 2    | 8e de finale  | AS Monaco FC             | N    | 3–2       |
| 1960-1961 | 2    | 16e de finale | SM Caen                  | N    | 2-2 & 3-2 |
| 1962-1963 | 2    | 32e de finale | FC Sochaux-Montbéliard   | E    | 6–1       |
| 1963-1964 | 2    | 16e de finale | Olympique lyonnais       | E    | 2–0       |
| 1964-1965 | 2    | 32e de finale | RC Strasbourg            | E    | 2-0       |
| 1965-1966 | 2    | 16e de finale | Football Club de Nantes  | E    | 7-3       |
| 1992-1993 | 4    | 16e de finale | FC Mulhouse SA           | D    | 0-3       |
| 1993-1994 | 5    | 32e de finale | CS Sedan-Ardennes        | D    | 0-1       |
| 1994-1995 | 5    | 32e de finale | FC Girondins de Bordeaux | D    | 2-4       |
| 2002-2003 | 4    | 32e de finale | RC Lens                  | D    | 2-3       |
| 2005-2006 | 5    | 32e de finale | Dijon FCO                | E    | 2-1       |
| 2010-2011 | 5    | 32e de finale | Lille OSC                | D    | 1-3       |

### Bilan saison par saison
Le tableau ci-dessous récapitule le bilan des saisons de l'US Forbach.
| Saison    | Division | Division | Division | Division | Division | Division | Division | Pts | J  | G  | N  | P  | Bp | Bc | Diff. |
| Saison    | I        | II       | III      | IV       | V        | VI       | VII      | Pts | J  | G  | N  | P  | Bp | Bc | Diff. |
| --------- | -------- | -------- | -------- | -------- | -------- | -------- | -------- | --- | -- | -- | -- | -- | -- | -- | ----- |
| 1957-1958 |          | 6e       |          |          |          |          |          | 53  | 42 | 22 | 9  | 11 | 60 | 51 | +9    |
| 1958-1959 |          | 11e      |          |          |          |          |          | 38  | 38 | 16 | 6  | 16 | 60 | 64 | -4    |
| 1959-1960 |          | 15e      |          |          |          |          |          | 33  | 38 | 10 | 13 | 15 | 52 | 57 | -5    |
| 1960-1961 |          | 15e      |          |          |          |          |          | 27  | 36 | 10 | 7  | 19 | 51 | 68 | -17   |
| 1961-1962 |          | 16e      |          |          |          |          |          | 26  | 36 | 6  | 14 | 16 | 42 | 58 | -16   |
| 1962-1963 |          | 13e      |          |          |          |          |          | 29  | 36 | 11 | 7  | 18 | 36 | 53 | -17   |
| 1963-1964 |          | 17e      |          |          |          |          |          | 26  | 34 | 6  | 14 | 14 | 28 | 42 | -14   |
| 1964-1965 |          | 15e      |          |          |          |          |          | 20  | 30 | 7  | 6  | 17 | 30 | 56 | -26   |
| 1965-1966 |          | 16e      |          |          |          |          |          | 25  | 36 | 8  | 9  | 19 | 43 | 67 | -24   |
| 1966-1967 |          |          | 8e       |          |          |          |          | 27  | 26 | 11 | 5  | 10 | 42 | 31 | +11   |
| 1967-1968 |          |          | 4e       |          |          |          |          | 33  | 26 | 13 | 7  | 6  | 43 | 23 | +20   |
| 1968-1969 |          |          | 8e       |          |          |          |          | 26  | 26 | 11 | 4  | 11 | 31 | 40 | -9    |
| 1969-1970 |          |          | 11e      |          |          |          |          | 23  | 26 | 8  | 7  | 11 | 27 | 40 | -13   |
| 1970-1971 |          |          | 11e      |          |          |          |          | 13  | 22 | 3  | 7  | 12 | 18 | 38 | -20   |
| 1971-1972 |          |          |          |          |          | 5e       |          | 22  | 22 | 7  | 8  | 7  | 23 | 17 | +6    |
| 1972-1973 |          |          |          |          |          | 2e       |          | 29  | 22 | 12 | 5  | 5  | 29 | 22 | +7    |
| 1973-1974 |          |          |          |          |          | 12e      |          | 16  | 26 | 6  | 4  | 16 | 17 | 42 | -25   |
| 1974-1975 |          |          |          |          |          |          | 1er      | ?   | ?  | ?  | ?  | ?  | ?  | ?  | ?     |
| 1975-1976 |          |          |          |          |          | 2e       |          | 34  | 26 | 14 | 6  | 6  | 37 | 25 | +12   |
| 1976-1977 |          |          |          |          |          | 2e       |          | 35  | 26 | 13 | 9  | 4  | 51 | 29 | +22   |
| 1977-1978 |          |          |          |          |          | 1er      |          | 40  | 28 | 15 | 10 | 3  | 52 | 23 | +29   |
| 1978-1979 |          |          | 11e      |          |          |          |          | 24  | 30 | 9  | 6  | 15 | 24 | 45 | -21   |
| 1979-1980 |          |          | 16e      |          |          |          |          | 47  | 4  | 5  | 21 | 9  | 28 | 66 | -38   |
| 1980-1981 |          |          |          | 11e      |          |          |          | 23  | 7  | 9  | 10 | 8  | 19 | 25 | -6    |
| 1981-1982 |          |          |          | 4e       |          |          |          | 33  | 26 | 11 | 11 | 4  | 31 | 21 | +10   |
| 1982-1983 |          |          |          | 5e       |          |          |          | 34  | 26 | 14 | 6  | 6  | 42 | 26 | +16   |
| 1983-1984 |          |          |          | 7e       |          |          |          | 24  | 26 | 8  | 8  | 10 | 35 | 41 | -6    |
| 1984-1985 |          |          |          | 2e       |          |          |          | 45  | 26 | 12 | 9  | 5  | 39 | 22 | +17   |
| 1985-1986 |          |          | 16e      |          |          |          |          | 26  | 30 | 9  | 8  | 12 | 29 | 46 | -17   |
| 1986-1987 |          |          |          | 2e       |          |          |          | 33  | 26 | 13 | 7  | 6  | 36 | 20 | +16   |
| 1987-1988 |          |          | 11e      |          |          |          |          | 24  | 30 | 8  | 8  | 14 | 26 | 43 | -17   |
| 1988-1989 |          |          | 16e      |          |          |          |          | 17  | 30 | 4  | 9  | 17 | 32 | 53 | -21   |
| 1989-1990 |          |          |          | 6e       |          |          |          | 27  | 26 | 9  | 9  | 8  | 35 | 34 | +1    |
| 1990-1991 |          |          |          | 3e       |          |          |          | 38  | 26 | 16 | 6  | 4  | 50 | 25 | +25   |
| 1991-1992 |          |          |          | 6e       |          |          |          | 27  | 26 | 10 | 7  | 9  | 33 | 30 | +3    |
| 1992-1993 |          |          |          | 5e       |          |          |          | 27  | 26 | 9  | 9  | 8  | 32 | 24 | +8    |
| 1993-1994 |          |          |          |          | 6e       |          |          | 29  | 26 | 9  | 11 | 6  | 33 | 21 | +12   |
| 1994-1995 |          |          |          |          | 2e       |          |          | 36  | 26 | 13 | 10 | 3  | 30 | 13 | +17   |
| 1995-1996 |          |          |          | 14e      |          |          |          | 37  | 34 | 10 | 7  | 17 | 32 | 51 | -19   |
| 1996-1997 |          |          |          | 8e       |          |          |          | 47  | 34 | 13 | 8  | 13 | 31 | 33 | -2    |
| 1997-1998 |          |          |          | 6e       |          |          |          | 52  | 34 | 15 | 7  | 12 | 49 | 51 | -2    |
| 1998-1999 |          |          |          | 16e      |          |          |          | 69  | 34 | 9  | 8  | 17 | 38 | 59 | -21   |
| 1999-2000 |          |          |          |          | 8e       |          |          | 72  | 30 | 12 | 6  | 12 | 49 | 46 | +3    |
| 2000-2001 |          |          |          |          | 8e       |          |          | 69  | 30 | 9  | 12 | 9  | 45 | 38 | +7    |
| 2001-2002 |          |          |          |          | 3e       |          |          | 75  | 30 | 12 | 9  | 9  | 49 | 45 | +4    |
| 2002-2003 |          |          |          | 17e      |          |          |          | 65  | 34 | 7  | 8  | 19 | 32 | 62 | -30   |
| 2003-2004 |          |          |          |          | 2e       |          |          | 81  | 30 | 16 | 3  | 11 | 42 | 35 | +7    |
| 2004-2005 |          |          |          | 18e      |          |          |          | 46  | 34 | 2  | 6  | 26 | 23 | 76 | -53   |
| 2005-2006 |          |          |          |          | 14e      |          |          | 44  | 28 | 3  | 7  | 18 | 24 | 62 | -38   |
| 2006-2007 |          |          |          |          |          | 7e       |          | 39  | 26 | 10 | 9  | 7  | 39 | 29 | +10   |
| 2007-2008 |          |          |          |          |          | 4e       |          | 48  | 26 | 14 | 6  | 6  | 46 | 33 | +16   |
| 2008-2009 |          |          |          |          |          | 4e       |          | 43  | 26 | 13 | 4  | 9  | 54 | 33 | +21   |
| 2009-2010 |          |          |          |          |          | 1er      |          | 43  | 26 | 13 | 4  | 9  | 54 | 33 | +21   |
| 2010-2011 |          |          |          |          | 9e       |          |          | 69  | 30 | 11 | 6  | 13 | 33 | 45 | -12   |
| 2011-2012 |          |          |          |          | 10e      |          |          | 71  | 30 | 12 | 5  | 13 | 44 | 37 | +7    |
| 2012-2013 |          |          |          |          | 14e      |          |          | 41  | 26 | 4  | 3  | 19 | 20 | 55 | -35   |
| 2013-2014 |          |          |          |          |          | 1er      |          | 54  | 26 | 16 | 6  | 4  | 44 | 21 | +23   |
| 2014-2015 |          |          |          |          | 8e       |          |          | 55  | 26 | 7  | 8  | 11 | 34 | 45 | -11   |
| 2015-2016 |          |          |          |          | 11e      |          |          | 57  | 26 | 7  | 10 | 9  | 35 | 44 | -9    |
| 2016-2017 |          |          |          |          | 12e      |          |          | 24  | 26 | 7  | 3  | 16 | 26 | 49 | -23   |
| 2017-2018 |          |          |          |          |          | 5e       |          | 35  | 24 | 11 | 3  | 10 | 52 | 40 | +12   |
| 2018-2019 |          |          |          |          |          | 3e       |          | 46  | 26 | 13 | 7  | 6  | 55 | 30 | +25   |
| 2019-2020 |          |          |          |          |          | 3e       |          | 21  | 14 | 6  | 3  | 5  | 23 | 21 | +2    |
| 2020-2021 |          |          |          |          |          | 5e       |          | 7   | 4  | 2  | 1  | 1  | 4  | 3  | +1    |
| 2021-2022 |          |          |          |          |          | 7e       |          | 29  | 22 | 8  | 5  | 9  | 26 | 34 | -8    |
| 2022-2023 |          |          |          |          |          | 3e       |          | 39  | 26 | 10 | 9  | 7  | 42 | 36 | +6    |
| 2023-2024 |          |          |          |          |          | 3e       |          | 51  | 26 | 16 | 3  | 7  | 58 | 31 | +27   |
| 2024-2025 |          |          |          |          |          | 1er      |          | 52  | 23 | 16 | 4  | 3  | 52 | 26 | +26   |

## Identité

### Noms
- 1909-1919 : Sport-Club Forbach
- 1919- : Union sportive de Forbach

| Fußball-Club Phönix 1909  |  |  |  |                                       |  |  |  |  |  |  |  |  |  |
|                           |  |  |  |                                       |  |  |  |  |  |  |  |  |  |
| Fußball-Club Triumph 1909 |  |  |  |                                       |  |  |  |  |  |  |  |  |  |
|                           |  |  |  |                                       |  |  |  |  |  |  |  |  |  |
| Fußball-Club Hansa 1909   |  |  |  |                                       |  |  |  |  |  |  |  |  |  |
|                           |  |  |  |                                       |  |  |  |  |  |  |  |  |  |
|                           |  |  |  |                                       |  |  |  |  |  |  |  |  |  |
|                           |  |  |  | Sport-Club Forbach 1909-1919          |  |  |  |  |  |  |  |  |  |
|                           |  |  |  |                                       |  |  |  |  |  |  |  |  |  |
|                           |  |  |  | Union sportive de Forbach Depuis 1919 |  |  |  |  |  |  |  |  |  |

### Logos
Le blason actuel du club (depuis 2019) reprend le lion emblématique de la ville de Forbach présent sur l'armoirie de cette dernière. Ci-dessus, on y retrouve le nom abrégé du club « US FORBACH » suivi du mot « football ». Néanmoins, contrairement à l'ancien logo, la date de création du club change ; le 1909 est remplacé par 1919, date où le club prend son nom actuel d'US Forbach à la place du SC Forbach.

Ancien logo.
Logo depuis 2019.

### Couleurs
Les couleurs historiques de l'US Forbach sont le bleu et le blanc. Cependant, depuis plusieurs années, le club met régulièrement en avant la couleur orange sur les maillots, mais aussi sur le logo le plus récent du club.

## Stade
Depuis le 30 septembre 1923, l'US Forbach joue ses matchs de football à domicile au Stade de Schlossberg.
Le stade dispose d'une capacité de 5 400 places dont 900 assises avec la tribune principale de ce dernier. Il s'agit, en matière de capacité, de l'un des plus grands stades de football de la région Lorraine, derrière le Stade Saint-Symphorien du FC Metz (28 786 places) et le Stade Marcel-Picot de l'AS Nancy-Lorraine (20 087 places).

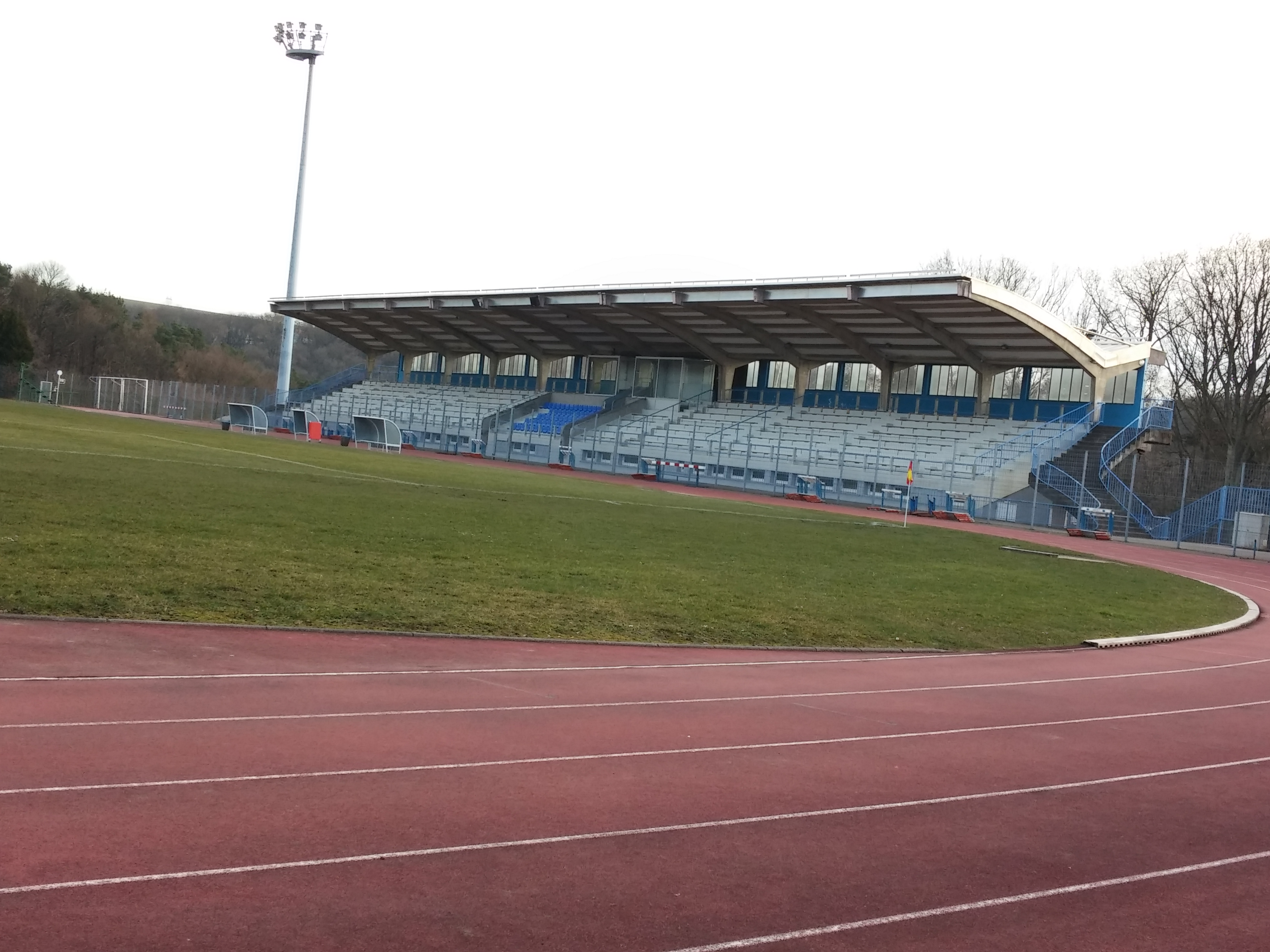
Le Stade du Schlossberg en 2015

## Personnalités du club

### Les présidents
Depuis la création du SC Forbach en 1909, treize présidents se sont succédé à la tête du club.
Le président le plus mythique et important dans l'histoire de l'US Forbach est Gilbert Filler, à la tête du club de 1969 à 1997. Sous sa présidence, l'US Forbach remporte un titre de champion de Lorraine en 1978, une Coupe de Lorraine en 1995, ainsi qu'un championnat de Promotion d'Honneur en 1975. Alors en déclin sportivement lors de son arrivée à la tête du club, Gilbert Filler donne un second souffle au club avec au total 21 saisons en Division 4 et Division 3 sous sa présidence. En 2017, le président du club à l'époque, Pascal Kirchstetter, donne le nom du nouveau terrain synthétique du club en la mémoire de Gilbert Filler, décédé en 2003 à l'âge de 72 ans.
| Rang | Nom                  | Période   |
| ---- | -------------------- | --------- |
| 1    | "Professeur" Quintle | 1909-1919 |
| 2    | "Monsieur" Cailloux  | 1919-1920 |
| 3    | Georges Ahreiner     | 1920-1945 |
| 4    | "Monsieur" Zapp      | 1945-1947 |
| 5    | "Monsieur" Eynius    | 1947-1956 |

| Rang | Nom             | Période   |
| ---- | --------------- | --------- |
| 6    | Jean Muller     | 1957-1959 |
| 7    | Eugène Bach     | 1959-1966 |
| 8    | Adolphe Kraemer | 1967-1969 |
| 9    | Gilbert Filler  | 1969-1997 |
| 10   | Marcel Da Soler | 1997-2015 |

| Rang | Nom                 | Période   |
| ---- | ------------------- | --------- |
| 11   | Roland Montinet     | 2007-2008 |
| 12   | Pascal Kirchstetter | 2015-2022 |
| 13   | Dany Barra          | 2022-     |

### Les entraîneurs

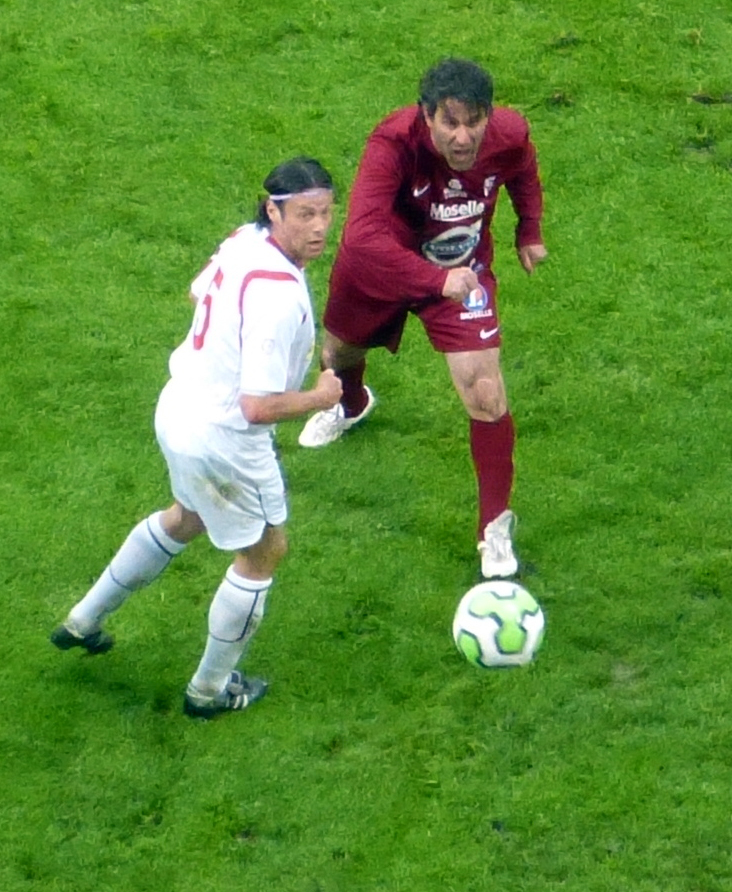
Carmelo Micciche (à droite), devenu entraîneur de Forbach durant 7 saisons

Le tableau ci-dessous regroupe l'ensemble des entraîneurs de l'US Forbach au cours de son histoire.
| Dates       | Nom                | Nationalité     |
| 1954 - 1955 | Nicolas Hibst      | France          |
| 1957- 1958  | Pierre Parmentier  | France          |
| 1958 - 1959 | Émile Rummelhardt  | France          |
| 1959 - 1960 | Ferdinand Faczinek | Slovaquie       |
| 1960 - 1961 | Louis Pinat        | France          |
| 1961 - 1962 | André Nagy         | France          |
| 1962 - 1965 | Ladislav Dupal     | Tchécoslovaquie |
| 1965 - 1968 | Henri Kowal        | France          |
| 1971        | Francis Cathani    | France          |
| 1982 - 1983 | Claude Hausknecht  | France          |
| 1987 - 1989 | Patrick Bernhard   | France          |
| 1989 - 1992 | Jacky Pérignon     | France          |
| 1997 - 1998 | Patrick Hesse      | France          |
| 1999 - 2004 | Carmelo Micciche   | France          |
| 2003 - 2004 | Didier Philippe    | France          |
| 2004 - 2007 | Serge Wolf         | France          |
| 2009 - 2019 | Salem El Foukhari  | France          |
| 2017 - 2020 | Alexandre Luthardt | France          |
| 2022 - 2024 | Florian Hesse      | France          |
| 2024 -      | Sébastien Meyer    | France          |

### Les joueurs

#### Joueurs professionnel formé au club
- Roger Moy (1957)
- Ludovic Guerriero (1997)
- Nicolas Basin (en) (2001-2009)
- Joseph Nduquidi (2011-2017)

Au cours de son histoire, l'US Forbach a formé quelques joueurs qui ont joué dans le monde professionnel du football ;
- Roger Moy, formé au club avant 1958, commence sa carrière au sein du club jusqu'en 1961 où il dispute 61 rencontres avec l'US Forbach pour 29 buts. Par la suite, le joueur joue avec le CO Roubaix-Tourcoing, les Girondins de Bordeaux, le FC Nancy et enfin le Red Star FC[71].
- Ludovic Guerreiro commence sa formation de footballeur au sein de l'US Forbach avant de rejoindre le centre de formation de l'AS Nancy-Lorraine au début des années 2000. Il dispute de nombreux matchs en Ligue 2 avec l'AS Nancy-Lorraine, l'AC Ajaccio, le FC Metz, La Berrichonne de Châteauroux ou encore le Stade Lavallois MFC[72].
- Nicolas Basin est formé au sein de l'US Forbach entre 2001 et 2009. Il rejoint par la suite le centre de formation du FC Metz et dispute 6 matchs avec ce dernier en Ligue 1 et en Coupe de la Ligue[73].
- Joseph Nduquidi est le dernier joueur formé à l'US Forbach jouant dans le monde professionnel. Formé de 2011 à 2017 au sein du club, Joseph rejoint ensuite le centre de formation du FC Metz et dispute son premier match professionnel avec ce dernier lors d'une rencontre de Ligue 2[74].

#### Internationaux français
Au cours de son histoire, l'US Forbach a tenu dans ses rangs trois ex-internationaux français ; Guillaume Bieganski, Julien Stopyra et Carmelo Micciche.

#### Anciens joueurs
- Raymond Houselstein
- Guillaume Bieganski
- Sékou Touré
- Julien Stopyra
- François Konrady
- Roland Merschel
- Roger Moy
- Henri Kowal
- Pascal Raspollini
- Roman Ogaza
- Carmelo Micciche
- Karim Belhocine

## Relations avec d'autres clubs

### Clubs partenaires
- FC Metz : depuis 2011, un partenariat sous forme de convention existe entre l'US Forbach et le FC Metz avec sept autres clubs en Moselle ; l'US Thionville Lusitanos, le FC Sarrebourg, l'APM Metz, le CSO Amnéville, l'EN Saint-Avold, le RS Magny et le Sarreguemines FC[78]. Ce partenariat vise à développer le repérage et la formation encadrée de jeunes joueurs. Le FC Metz renforce donc ses liens avec le football amateur en Moselle et accompagne les futurs espoirs du département dans leur formation. Les huit clubs partenaires du FC Metz bénéficient en échange de l'expertise du sport professionnel afin de développer leurs structures de formation[79].

### Rivalités
- Sarreguemines FC : Le principal derby de l'US Forbach est face au Sarreguemines FC. Cette rivalité est due au parcours assez similaire des deux clubs depuis les années 80 (se rencontrant régulièrement en Division 4) jusqu'à aujourd'hui en Régional 1. La mentalité entre les habitants des villes de Forbach et de Sarreguemines sont bien différente, les Forbachois étant profondément attachés à la culture de la région Moselle-Est tandis que les Sarregueminois ont pour certains une attache particulière avec l'Alsace, la région voisine (et rival historiquement) de la Lorraine[80].

Distancée de seulement 20 km, cette rivalité a pour nom le "derby de Moselle-Est" par les médias et les clubs concernés. Les rencontres entre les deux clubs sont très régulièrement chaudes.

## Aspects juridiques
L'US Forbach se compose d'une association détentrice du numéro d'affiliation à la FFF sous le numéro 500212. Le club est affilé à la Ligue du Grand Est de football. Le club à son siège social au 15 rue du Parc. La société « Union sportive Forbach » emploie entre 6 et 9 salariés.